# Azerbajdzjans damlandslag i basket
Azerbajdzjans damlandslag i basket representerar Azerbajdzjan i basket på damsidan. Laget spelade sina första tävlingsmatcher i kvalet till Europamästersakpet 1997.

### Fotnoter
1. ↑  ”Women Basketball European Championship 1997 Qualifiyng Round played 1995” (på engelska). Sport Statistics. 11 mars 1995. Arkiverad från originalet den 6 mars 2016. https://web.archive.org/web/20160306035728/http://todor66.com/basketball/Europe/Women_Q_II_1995.html. Läst 29 juni 2015.